# Элоглу, Метин
Метин Элоглу (тур. Metin Eloğlu, 11 марта 1927 — 11 октября 1985) — турецкий поэт и художник.

## Биография
Родился 11 марта 1927 года в Стамбуле в семье Хасана Элоглу и его жены Нахиде.
Учился в родном городе, в 16 лет поступил в Академию изящных искусств. Там учился в ателье Бедри Рахми Эюбоглу и Зеки Коджамеми. В 1946 году был арестован по политическим причинам и два месяца провёл в тюрьме. Арест прервал учёбу Элоглу и на следующий год ему пришлось поступать в Академию заново, но в том же году Элоглу призвали в армию.
Армейская служба Элоглу затянулась на пять лет.
Умер 11 октября 1985 года в одиночестве после долгой болезни.

### Творчество
Первое произведение опубликовал в 1942 году.
В ранних поэмах использовал жаргонизмы, используемые людьми из бедных слоёв населения, произведения этого периода написаны с точки зрения людей с низким достатком, в них отражено их отношение к высшим слоям населения. Впрочем, образ бедных в стихах Элоглу, в отличие от Орхана Вели Каныка, не идеализирован. Их произведения различаются также тем, что главными героями произведений Орхана Вели является мелкая буржуазия, а Метина Элоглу — низшие и беднейшие слои населения. В произведениях Элоглу крайне негативно поданы богатые слои населения, всё это привело к тому, что в 1960-е годы его стихи стали считать социалистическими.
Всего из-под пера Элоглу вышли около десятка книг со стихами, прозой и литературной критикой. В 1972 году он получил премию в области поэзии Института исследования турецкого языка.
Помимо поэзии занимался рисованием. На большинстве картин изображены городские пейзажи. Несколько раз становился лауреатом премий в области изобразительного искусства. Впрочем, премии эти не были высокопрестижными и как художник Элоглу, в отличие от одного из своих наставников Бедри Эюбоглу, ставшего известным как поэт и художник, признания не получил.